# 斯特雷特里弗鎮區 (明尼蘇達州哈伯德縣)
斯特雷特里弗鎮區（英語：Straight River Township）是位於美國明尼蘇達州哈伯德縣的一個行政鎮區。

## 地方資料
斯特雷特里弗鎮區的面積為91.57平方千米，當中陸地面積為88.91平方千米，而水域面積為2.66平方千米。根據2020年美國人口普查的數據，當地共有人口788人，而人口密度為每平方千米8.61人。